# ITA Men’s All-American Championships 2005
Die Polo Ralph Lauren All-American Championships wurden 2005 zum 27. Mal ausgetragen. Gespielt wurde vom 6. bis zum 9. Oktober auf dem Campus der University of Tulsa in Tulsa, Oklahoma. Die Qualifikation begann bereits am 3. Oktober.
Titelverteidiger im Einzel war der – 2005 nicht mehr spielberechtigte – Rumäne Cătălin-Ionuț Gârd von der University of Mississippi. In diesem Jahr siegte der US-Amerikaner John Isner von der University of Georgia.
Titelverteidiger im Doppel waren Scott Green und Ross Wilson von der Ohio State University. Sie schieden im Viertelfinale aus. Im Finale konnte sich das deutsch-schwedische Duo aus Marco Born und Andreas Siljeström von der Middle Tennessee State University durchsetzen.

## Einzel

### Setzliste
| Nr. | Spieler             | Erreichte Runde |
| --- | ------------------- | --------------- |
| 01. | Ryler DeHeart       | Halbfinale      |
| 02. | Walter Ludovic      | 2. Runde        |
| 03. | Benjamin Kohllöffel | Achtelfinale    |
| 04. | John Isner          | Sieg            |
| 05. | Jerry Makowski      | Viertelfinale   |
| 06. | Doug Stewart        | Rückzug         |
| 07. | Arnaud LeCloerec    | 2. Runde        |
| 08. | KC Corkery          | 2. Runde        |

| Nr. | Spieler          | Erreichte Runde |
| --- | ---------------- | --------------- |
| 09. | Pedro Rico       | 1. Runde        |
| 10. | Somdev Devvarman | 1. Runde        |
| 11. | Luke Shields     | Achtelfinale    |
| 12. | Tom Eklund       | 1. Runde        |
| 13. | Rylan Rizza      | Achtelfinale    |
| 14. | Ken Skupski      | 1. Runde        |
| 15. | Kevin Anderson   | 2. Runde        |
| 16. | Devin Mullings   | 2. Runde        |

## Doppel

### Setzliste
| Nr. | Paarung                    | Erreichte Runde |
| --- | -------------------------- | --------------- |
| 01. | Mark Growcott Ken Skupski  | Viertelfinale   |
| 02. | Scott Green Ross Wilson    | Viertelfinale   |
| 03. | Thomas Schöck Luke Shields | 2. Runde        |
| 04. | Rohan Gajjar Adrians Zguns | 2. Runde        |

| Nr. | Paarung                       | Erreichte Runde |
| --- | ----------------------------- | --------------- |
| 05. | Brandon Allan Kai Schledorn   | 1. Runde        |
| 06. | David North Marko Rajevac     | 1. Runde        |
| 07. | Marco Born Andreas Siljeström | Sieg            |
| 08. | Somdev Devvarman Treat Huey   | 2. Runde        |